# Раухивка
Раухивка (на украински: Раухівка) е селище от градски тип в Южна Украйна, Березивски район на Одеска област. Населението му е около 2253 души.